# Mossel (Bronckhorst)
Pour les articles homonymes, voir Mossel.
Mossel est une localité des Pays-Bas qui fait partie de la région d’Achterhoek, commune de Bronckhorst.